# 나폴리 공성전 (1528년)
나폴리 공성전(Siege of Naples)은 코냑동맹 전쟁(1526~1530)중이던 1528년 4월에 프랑스가 항구 도시 나폴리의 해상과 육상을 봉쇄, 포위한후 벌인 공성전이다. 당시 나폴리는 황제 카를 5세가 통치하는 스페인령이었다. 7월에 제노바의 안드레아 도리아가 프랑스와 갈등끝에 해상봉쇄를 풀어버린데다가, 8월에 프랑스 육군이 전염병으로 전력 손실이 크게 발생하여 나폴리를 포기하고 철수 함으로 공성전이 종료되었다.
나폴리에서 퇴각한 프랑스군은 1529년 6월에 북 이탈리아에서 벌어진 란드리아노 전투에서 스페인에게 대패하였다. 8월 5일, 양국은 캉브레 조약을 맺었고 프랑스는 코냑동맹전쟁에서 이탈하였다. 개전초기에 소극적이었던 프랑스가 적극적으로 전쟁에 임했으나 연패하며 이탈리아에서 물러날수 밖에 없었으며, 황제 카를 5세는 연이어 벌어진 피렌체 공선전에서도 승리하며 이탈리아내에서 자신의 영향력을 확고히 하였다.

## 과정
1528년 4월, 안드레아 도리아의 조카 필리피노가 나폴리 항구를 봉쇄하였고 프랑스 지휘관 오데 드 푸아는 나폴리에 대한 공성전을 개시하였다. 프랑스 진지가 있던 장소는 오늘날 366 포사 공동묘지가 있는 곳이다. 언덕에는 현재 포조레알레라고 알려진 곳이 있지만, 당시에는 데 푸아의 이탈리아 별명을 사용하여 몬테디레우트레코 (monte di Leutrecco) 또는 몬테디로트레코 (Lo Trecco)로 불렸다. 이곳은 이후 '트리비체' (Trivice)로 개명되었는데, 이는 당시 '트레디치' (Tredici)를 이탈리아어로 잘못 음차해서 옮긴 것이다.
4월이 끝나갈 무렵에 나폴리의 총독 우고 데 몽카다가 해군의 해상 봉쇄를 뚫고 살레르노 만으로 가려는 시도를 벌이다가 두 명의 아쿼버스 사수에게 전사하여 바다 속에 던져졌다.. 그 동안에 야전에서 알폰소 3세 다발로스가 붙잡혔다 - 그는 이후 도리아의 배반을 이끄는 협상에서 결정적 역할을 했다. 신성 로마 황제 카를 5세는 몽카다의 총독 대체자로 필리베르 드 샬롱을 임명했다. 5월 22일에 오라치오 디 잠파올로 발리오니와 그의 검은 부대는 세베토강 인근에서 란츠크네흐트의 기습을 받아, 발리오니는 파이크에 꿰뚫려 전사했다.
1528년 용병료와 프랑스의 가혹한 제노바에 대한 정책에 불만을 품은 안드레아 도리아는 프랑수아 1세와 결별하였다. 7월 4일에 도리아는 제노바의 독립과 사보이아의 종속을 대가로 신성 로마 제국으로 충성을 하기로 하면서 해상 봉쇄를 풀어 버렸다.
1528년 여름에 드 푸아는 나폴리 수비대의 식수를 차단하기 위한 시도로 볼라 수로교를 파괴했다. 그러나 이 행위는 주변 지역을 습지대로 바꾸어, 여름의 뜨거운 열기와 합쳐져 프랑스군들 사이에 치명적인 전염병을 일으켰다. 8월 15일에 사망한 드 푸아를 포함한 많은 프랑스 병사들이 사망했고, 지휘권은 보데몽 백작 루이에게 넘어갔으나, 그도 며칠만에 병으로 사망했고, 이번에 지휘권은 후작 미켈레 안토니오 디 살루초 후작에게 넘겨졌다.
프랑스군은 8월 말에 공성전을 포기하고 아브레사로 후퇴하려 했으나, 황제군의 습격을 받아, 샤를 드 나바르와 유명한 군사 공학자 페드로 나바로가 붙잡혔다. 나바로는 누오보성에 투옥당하여 그 달에 교살이나 교수형을 당했다.